# Stries d'arrêt de croissance
Les stries d'arrêt de croissance (également connues sous le nom de lignes de Harris) sont des lignes, classiquement décrites en radiographie, où la densité de l'os est majorée, et qui correspondent à la position du cartilage de conjugaison au moment d'un arrêt de la croissance longitudinale osseuse.

## Physiopathologie
Il a été proposé qu'une perturbation de la prolifération des chondrocytes en périphérie du cartilage de croissance empêche la pénétration physiologique des ostéoblastes à ce niveau lors du processus d'ossification endochondrale. Les ostéoblastes entraînent alors une minéralisation au contact de la terminaison du cartilage de croissance, ce qui aboutit progressivement à la constitution de la strie d'arrêt de croissance. Un autre modèle a cependant attribué la formation de la strie à un accroissement de la prolifération cartilagineuse et de l'activité ostéoblastique à la reprise de la croissance après une période d'arrêt. Les lignes de Harris se forment plus fréquemment au tibia (notamment à sa moitié inférieure) mais peuvent théoriquement se constituer sur n'importe quel os long. Elles ont ainsi été décrites par exemple sur des métatarses, des radius, des humérus ou encore des corps vertébraux.
Parmi les facteurs susceptibles de perturber cette ossification endochondrale, les plus fréquemment rapportés dans la littérature sont les carences nutritionnelles (en protéines, vitamines, minéraux), les pathologies infectieuses (pneumonie, variole), les prises de toxiques (alcool) et la détresse psychologique,. Néanmoins de nombreuses pathologies peuvent entraîner la formation de lignes de Harris : ostéopétrose, hypo- ou hyperparathyroïdie, syndrome de Cushing, maladie de Paget, exposition aux radiations ou encore leucémie.
Quel que soit le modèle de formation envisagé, les lignes de Harris se développent immédiatement au contact du cartilage de conjugaison. Il en résulte que leur position dans l'os correspond à la position du cartilage de conjugaison au moment de leur formation. Il est ainsi possible d'estimer leur âge de survenue. Diverses formules ont ainsi été mises au point, basées sur différents modèles de croissance osseuse.
Ce lien absolu entre lignes de Harris et processus pathologiques doit toutefois être fortement nuancé, plusieurs études n'ayant notamment pas retrouvé de lien entre ces lignes et la survenue de pathologie,. Il a été suggéré que les lignes de Harris pouvaient également résulter de phénomènes physiologiques tels que des variations dans la sécrétion d'hormone de croissance résultant en une alternance de phases de croissance osseuse lente et rapide,. Les lignes de Harris peuvent également disparaître au cours de la vie,. Pour ces deux raisons, les stries d'arrêt de croissance seraient donc peu à même de prédire l'état de santé à l'échelle individuelle mais pourraient conserver leur intérêt pour évaluer l'état de santé d'une population (en considérant que la fréquence de survenue des stries « physiologiques » est constante d'une population à une autre).

## Description en imagerie

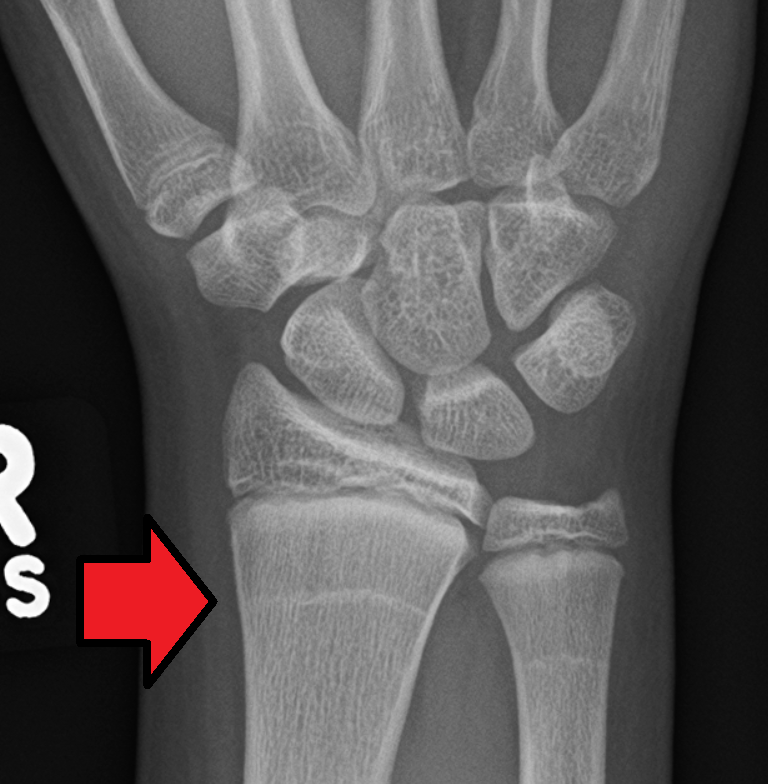
Exemple de ligne de Harris au niveau de l'extrémité distale du radius d'un adolescent.

Les stries d'arrêt de croissance été décrites au début du XXe siècle par plusieurs auteurs : Ludloff (1903), Eliot (1927) et Harris (1933). Correspondant à un excès de minéralisation osseuse, les lignes de Harris apparaissent sous la forme d'une ligne dense transversale au sein d'un os long en radiographie conventionnelle. 
Pour être considérée comme une authentique ligne de Harris, certains auteurs recommandent une largeur minimale par rapport à l'os avec différents seuils proposés (25, 30 voire 50 % selon les études),. Il existe cependant une variabilité inter-observateur dans la détection radiographique de ces lignes et certains auteurs, afin d'obtenir une meilleure reproductibilité ont développé des logiciels de détection,.
Les stries d'arrêt de croissance ont également été décrites en scanner ainsi qu'en IRM.

## Utilisation en paléo-anthropologie
Les lignes de Harris persistent après la mort et ont été observées sur des squelettes datant de 45 000 ans. Bien que ces lignes soient peu fiables pour évaluer l'état de santé à l'échelon individuel, elles ont comme on l'a dit un intérêt pour évaluer l'état de santé d'une population. C'est ainsi que plusieurs études se sont attachées à rechercher la présence de ces dernières sur les squelettes de populations anciennes,,,. Dans les études comparant des populations anciennes et modernes, le nombre de lignes de Harris était plus élevé dans les populations pré-modernes reflétant un plus mauvais état de santé,.